# Изабелла II
Изабе́лла II (10 октября 1830[…], Мадрид — 9 апреля 1904[…], Париж) — королева Испании в 1833—1868 годах. Дочь Фердинанда VII и Марии Кристины Неаполитанской.

## Детство

### Прагматическая санкция

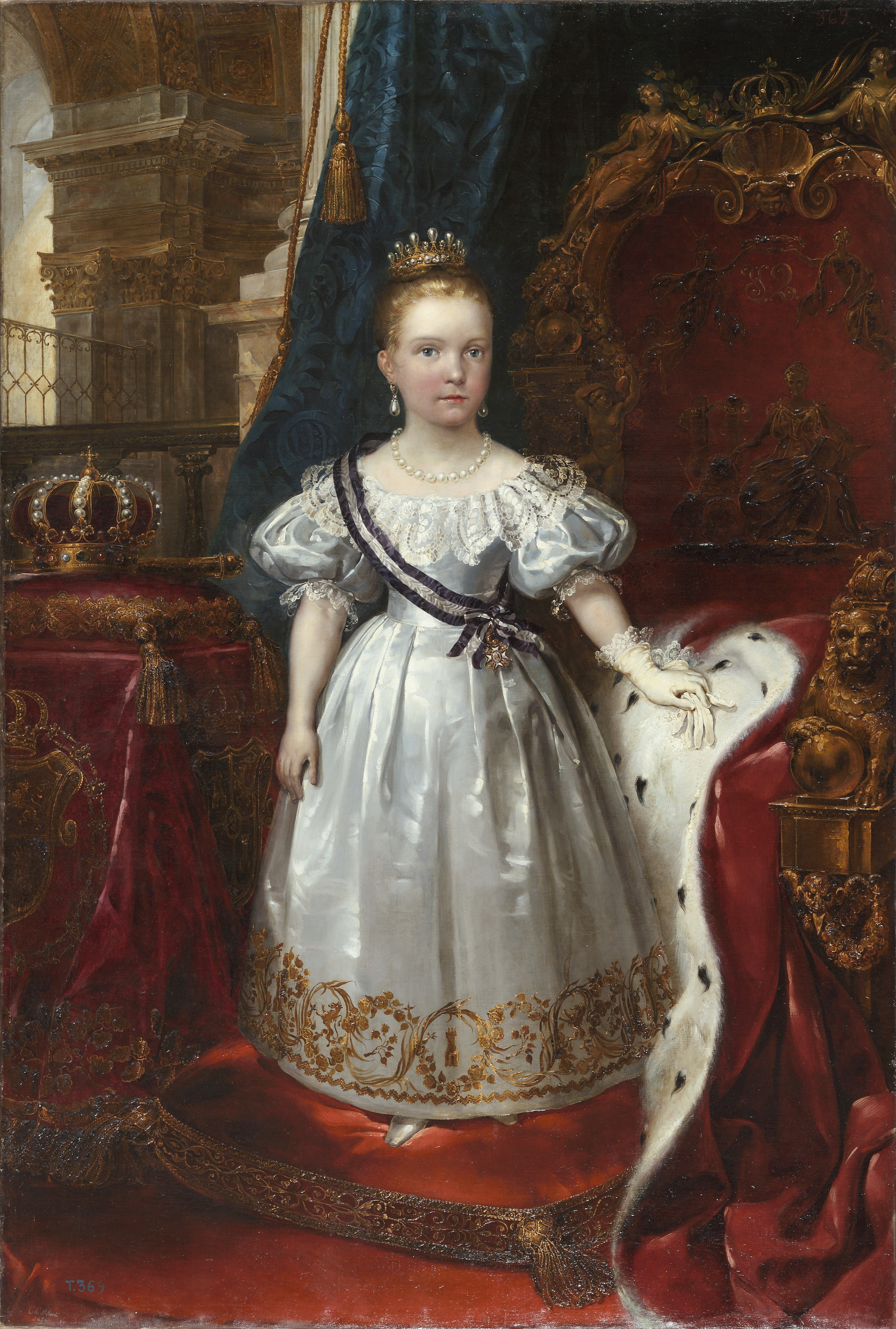
Изабелла в детстве (1835 год)

Изабелла вступила на престол из-за отмены её отцом салического закона.
Но как сама прагматическая санкция, так и процесс её принятия вызывали жаркие споры в испанском обществе.
Фердинанд VII долгое время не имел детей. Но своему брату Карлу, реакционеру и ретрограду, престол передавать не желал. 31 марта 1830 года после того, как стало известно о беременности Марии Кристины Фердинанд VII обнародовал прагматическую санкцию. По ней родившийся ребёнок вне зависимости от пола становился правителем Испании. Это вызвало возмущение консерваторов и карлистов, но одобрение сторонников либеральных реформ.
В августе 1832 года Фердинанд VII тяжело заболел. Находясь на пороге смерти 17 сентября 1832 года, в присутствии жены и министра Франсиско Тадео Каломарде и Арриа он, не желая начала в Испании гражданской войны, подписал манифест об отмене Прагматической санкции. Но когда «либералы» узнали о подобном документе, они стали агитировать Марию Кристину поддержать Прагматическую санкцию. Этому способствовало возвращение в Мадрид 22 сентября 1832 года инфантов Луизы Карлоты (сестра королевы) и дона Франциска (младший брат короля). Они переубедили правящую чету. Выздоравливающий Фердинанд VII поставил во главе правительства Франсиско Сеа Бермудеса, 6 октября 1832 года сделал Марию Кристину регентшей на период своей болезни, а 31 декабря отменил манифест о возвращении салического права (по одной версии Луиза Карлота дала пощёчину Каломарде и собственноручно порвала манифест ещё осенью). Мария Кристина в качестве регента приблизила к власти верных людей.
4 января 1833 года Фердинанд VII снова взял власть в свои руки. Он подтвердил распоряжения жены. Дон Карлос, не поднимая открытого мятежа против брата, отказался признать права Изабеллы на трон. Фердинанд VII отправил брата в почётную ссылку в Лиссабон. А 20 июня 1833 года организовал присягу кортесов двухлетней принцессе как наследнице трона.

### Регентство Марии Кристины ипервая карлистская война

Оранжевым окрашены районы, занятые карлистами во время первой войны

29 сентября 1833 года отец Изабеллы Фердинанд VII умер. Регентшей при малолетней королеве стала Мария Кристина.
Членом регентского совета Фердинанд поставил генерала Аумаду, который ранее приложил немало сил для его возвращения на престол (позднее, за преданность династии, Изабелла пожалует генералу титул герцога). Через 4 дня после смерти брата дон Карлос Старший поднял восстание в Талавере, «стремясь защитить религию, закон престолонаследия и права своих сыновей».
Так как Дон Карлос имел много сторонников среди знати, духовенства и части народа, то Марии Кристине, представлявшей интересы Изабеллы, пришлось пойти на союз с нелюбимыми либералами назначив Франсиско Мартинеса де ла Росу премьер-министром Испании. Испания раскололась: половина страны признавала королём Дона Карлоса Старшего, половина Изабеллу. Карлоса признавали законным королём Австрия, Пруссия, Россия, римский папа, короли Сардинии и обеих Сицилий. Изабеллу Англия, Франция и Португалия. Семь лет шла упорная война между карлистами и христиносами.
Малолетней королеве с регентшей приходилось лавировать между консервативными карлистами (желавшими свержения Изабеллы) и либеральными союзниками: умеренными и прогрессистами (которые стремились расширить свои права как во время Великой Французской революции). Изабелла II и её мать в 1839 году одержали победу, сделав ряд крупных уступок либеральным союзникам:
- 10 июля 1834 года Королевским статусом[исп.] испанский парламент подразделялся на две палаты: верхней (состоящей из знати) и нижней (состоящей из депутатов представляющих провинции)[13].

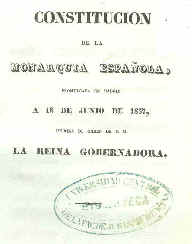
Конституция Испании 1837 года

- в 1837 году была принята конституция Испании[исп.]. Конституция с одной стороны сохраняла власть у монарха, а с другой стороны разделяла законодательную власть между верхней и нижней палатами кортесов[14].

### Регенты и министры
Во время карлистской войны славу и признание народа получили генералы. В 1840 году Бальдомеро Эспартеро выступил против принятого регентшей «закона о муниципальных советах». Конфликт Марии Кристины и Эспартеро продолжался с 15 июля по 17 октября 1840 года. После чего Мария Кристина отреклась от регентства и эмигрировала во Францию. Таким образом, в 10 лет Изабелла лишилась и отца и присутствия матери. В следующие три года Эспартеро активно боролся за власть с Леопольдом О’Доннеллом, Гутьерресом де ла Кончей и другими. В результате переворота 7 октября 1841 года малолетнюю Изабеллу чуть было не похитили. В 1843 году Рамон Мария Нарваэс, свергнув Эспартеро, сам стал на многие годы фактическим правителем Испании.

### Воспитание
Пока шла борьба за власть, Изабелла вместе с младшей сестрой училась не только политике, но получала школьное образование. Воспитанием принцесс занимались поэт Мануэль Хосе Кинтана-и-Лоренцо, ритор и юрист Агустин Аргуэльес и Хуана Вега, вдова генерала Франсиско Мины. По мнению этих воспитателей инфанты не имели для своего возраста надлежащего воспитания. Это проявлялось в равнодушии к религии, рассеянности и инертности. Новые воспитатели, назначенные прогрессистами, решили исправить эти недостатки.
Девочка мало времени занималась спортом и прогулками. Но несмотря на это она увлекалась собаками, лошадьми. Изабелла умела сама управлять открытыми экипажами, проявляла интерес к игре на фортепьяно и пению. Любимыми занятиями для неё стали посещения театра и оперы.
Юная королева удивляла своей прямотой и наивностью.

## Правление

### Семья и любовь

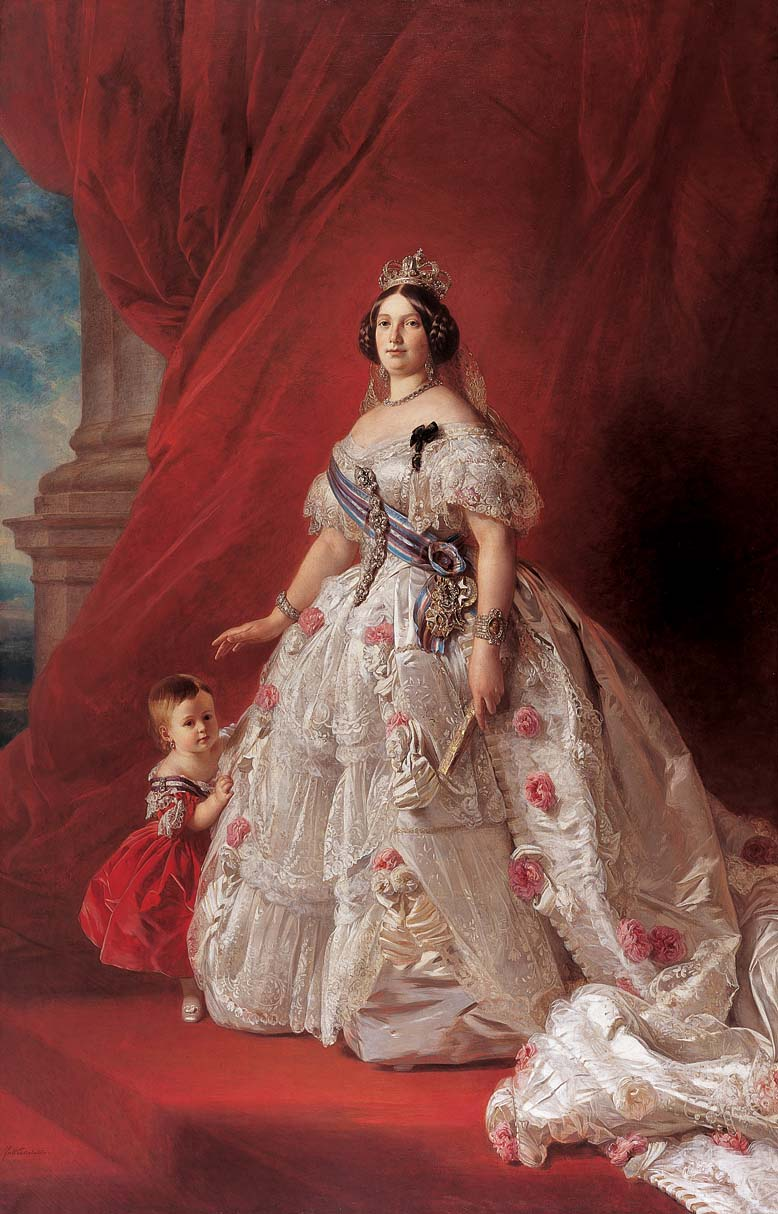
Франц Ксавер Винтерхальтер. Королева Изабелла со старшей дочерью в 1852 году

В борьбу за власть прогрессисты и Нарваэс вовлекли и Изабеллу. 8 ноября 1843 года 13-летнюю девочку объявили совершеннолетней королевой. Она принесла присягу конституции.
После коронации Изабеллы в Испанию вернулась Мария Кристина со своим морганатическим супругом Агустином Фернандо Муньосом. Юная королева сделала своего отчима герцогом Риансарес.
И практически сразу же после коронации начался спор за её руку. Поиски супруга для испанской королевы сопровождались дипломатическим конфликтом Великобритании и Франции, получившим название «дела испанских браков». Главы французской и британской дипломатии рассчитывали выдать Изабеллу за представителя правящей династии своей страны, и в равной степени не желали уступать друг другу, поскольку в противном случае это означало нежелательное усиление другой стороны, что усугублялось полярными политическим позициями (Великобритания поддерживала либералов-прогрессистов, Франция — консервативных модератос).
Австрия предлагала сына Дона Карлоса, Англия — Леопольда Саксен-Кобург-Готского, Франция — герцога Омальского, сына Луи Филиппа, Неаполь — Франческо, графа Трапани. Прогрессисты выступали за Энрике Севильского. Вследствие компромисса, достигнутого «за спиной» Испании между лордом Абердином и Гизо, 10 октября 1846 года Изабелла вышла замуж за двоюродного брата Франсиско де Асиса (1822—1902), имевшего репутацию импотента, безразличного к противоположному полу. Самый слабый из всех кандидатов, он не был выбран в мужья самой Изабеллой, а скорее был навязан ей в качестве отца её будущих детей и вызывал у неё отвращение. Сестра Изабеллы Луиза Фернанда вступила в брак в тот же день, что и королева. Её мужем стал Антуан Орлеанский, герцог де Монпансье.

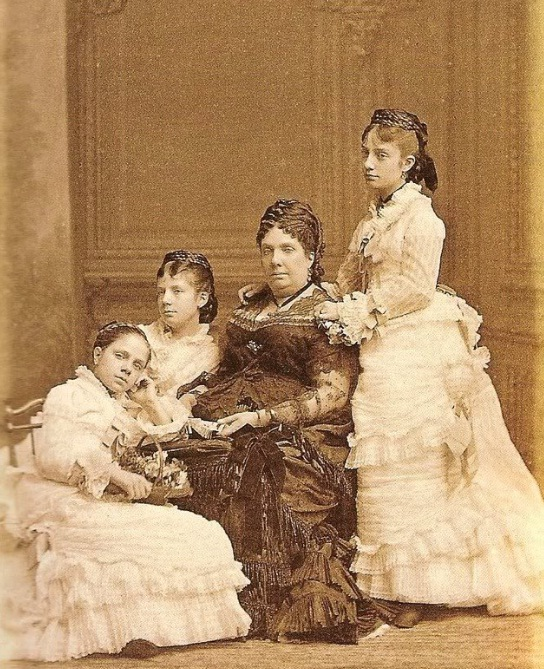
Королева Изабелла с младшими дочерьми

Уже через несколько месяцев после свадьбы Изабелла приблизила к себе молодого генерала Франсиско Серрано. Весной 1847 года это привело к семейному, а потом и политическому скандалу. Недовольный своим положением и наличием у Изабеллы фаворита Франциско де Асис отказался сопровождать супругу в королевский дворец в Аранхуэсе и удалился в замок Эль-Пардо. Изабелла уехала с фаворитом, это могло скомпрометировать не только брак королевы, но и идею монархии. Политики, Мария Кристина и папский легат лишь осенью 1847 года смогли помирить супругов. Серрано перевели в Гранаду, но романы Изабеллы на этом не закончились.
Изабелла жила в собственное удовольствие и не считалась с интересами государства. Многочисленные любовники королевы были преимущественно выходцами из гораздо более низких сословий. Испанцы называли детей, рождённых в результате этих связей, по имени их истинных отцов: так, дочь Изабелла носила прозвище Арануэла (la Aranuela) по имени офицера Хосе Араны, а сын Альфонс был прозван в честь своего предполагаемого отца, офицера Энрике Пучмольто. Ради соблюдения внешних приличий супруг королевы всех её детей признавал своими.
У Изабеллы и Франсиско было девять детей:
1. Фернандо[исп.] (1850), умер в младенчестве
2. Мария Изабелла (1851—1931), принцесса Астурийская, супруга Гаетана, графа Джидженто
3. Мария Кристина[исп.] (1854), умерла в младенчестве
4. Альфонсо XII (1857—1885), король Испании в 1874—1885 годах
5. Мария де ла Консепсьон[исп.] (1859—1861), умерла в детстве
6. Мария дель Пилар[исп.] (1861—1879), умерла незамужней
7. Мария де ла Пас (1862—1946), супруга Людвига Фердинанда Баварского
8. Франсиско де Асис[исп.] (1863), умер в младенчестве
9. Эулалия (1864—1958), супруга инфанта Антонио Орлеанского.

### Испанская монархия в 1843—1868 годы
Во время малолетства Изабеллы умеренные и прогрессисты начали коренным образом менять испанский строй. Это продолжилось и в начале 1840-х. В результате этого ослабла роль духовенства и дворянства и сложилась новая система. По конституции 1845 года монарху отводилась важная роль. Он не только наравне с кортесами имел право законодательной инициативы, монарх также имел право вето. Королева могла назначать и увольнять министров, распускать палату депутатов. И хотя Изабелла напрямую в политику вмешивалась эпизодически, но сама система отличалась большой неустойчивостью. Часто обновлялись испанские правительства: с ноября 1843 по сентябрь 1868 года они сменились 33 раза.
Часть бывших карлистов пойдя в конце первой карлистской войны на соглашение с умеренными образовали группу неокатоликов. Но большинство карлистов не оставляли попыток вернуть власть своему королю. Это привело к усилению влияния как военных, так и клерикалов. В том числе и на Изабеллу. Вокруг Изабеллы сложился кружок лиц, влиявших через королеву на политику: сестра Патросиния, Антонио Кларет (ставший в 1857 году её духовником), Сирило де Аламеда-и-Бреа.
В начале правления Изабеллы (в 1835 году) были упразднены монастыри (все кроме трёх) и распродано церковное имущество. Это вызвало напряжение в отношениях с папством, и в 1846 году после вступления на папский престол Пия IX стороны пришли к компромиссу, оформив его в 1851 году конкордатом. По соглашению папа признавал распродажу церковного имущества и назначение епископов государством. А государство объявляло католичество единственной религий в Испании и обязалось
содержать храмы и духовенство. Епископы получали право надзора над школами и цензуры книг. За принятие этого соглашения выступала и Изабелла.
Примирение с церковью вызвало широкую поддержку испанцев. Пребывая в эйфории от успехов Изабелла и её окружение предложили в 1852 году проект новой конституции, расширявший права монарха и превращавший кортесы лишь в совещательный орган. Но внесённый Хуаном Браво Мурильо проект вызвал сопротивление со стороны умеренных. Ни правительство Мурильо, ни Ронсали, ни Сарториуса не могли достичь этой цели.
В ответ на действия королевы парламент ответил постановлением, что ни одна железнодорожная концессия будет не действительна без одобрения палат. Напряжение между королевским двором и парламентом зрело всю первую половину 1854 года, вылившись в конце концов в революцию.
28 июня 1854 года О’Доннелл став во главе армии поднял гарнизон Мадрида на восстание. Столица покрылась баррикадами. В ходе борьбы О’Доннелл и прогрессисты заставили Изабеллу пойти на уступки, оформленные в конце июля 1854 года. Сестра Патросиния, Мария Кристина покидали Испанию. Созывались учредительные кортесы, которые по конституции 1855 года получили такие же широкие права, как и в 1837 году. Был принят закон о продаже церковных земель.
Но несмотря на поражение Изабелле удалось добиться того, что и умеренные и прогрессисты начали ссоры друг с другом. Воспользовавшись этим Изабелла отправила в июле 1856 года в отставку Эспарето, а в октябре 1856 и О’Доннелла, заменив того Нарваесом.

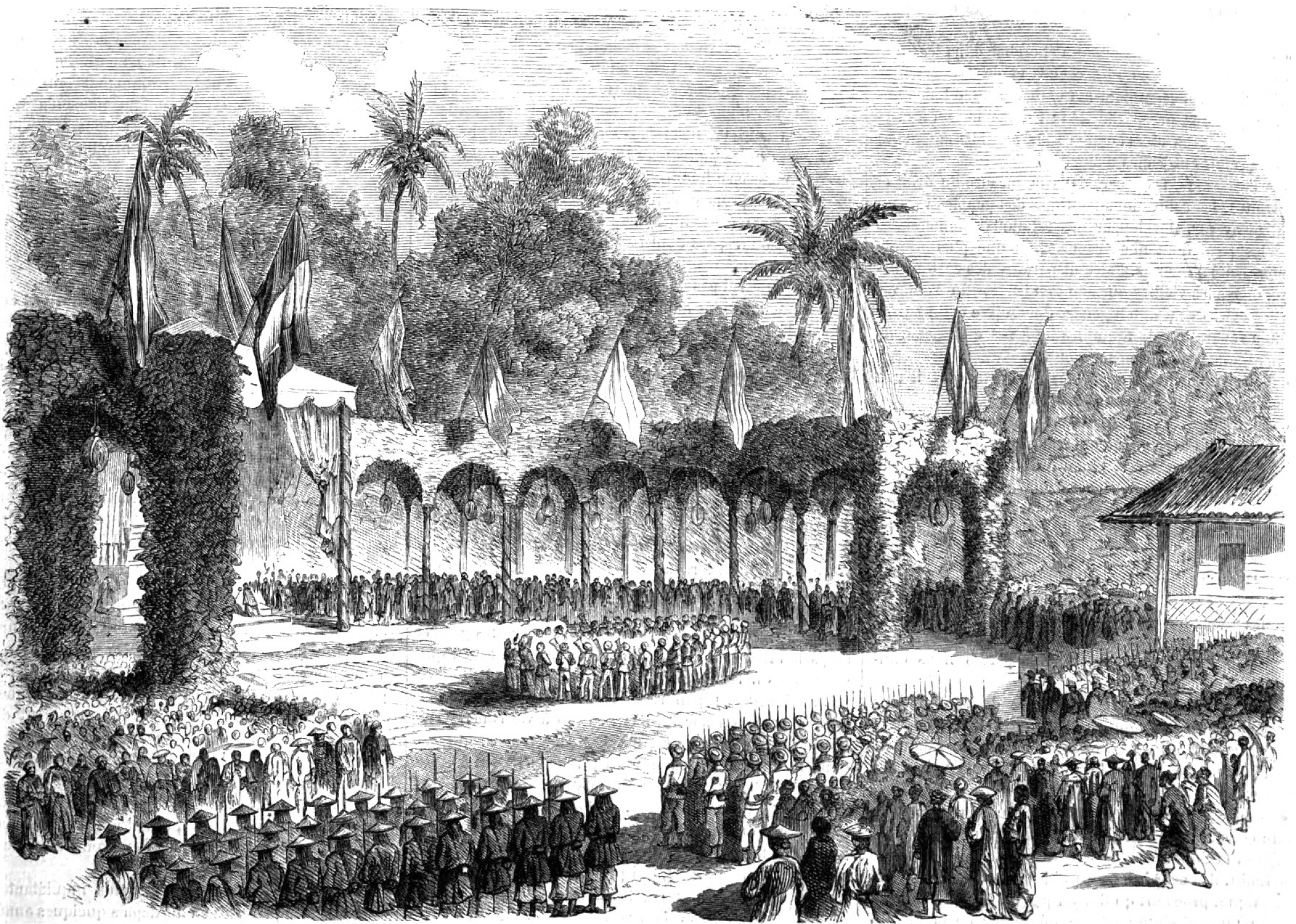
Празднование праздника королевы Испании Изабеллы II в Сайгоне 17 января 1863 года.

### Изабелла и культура

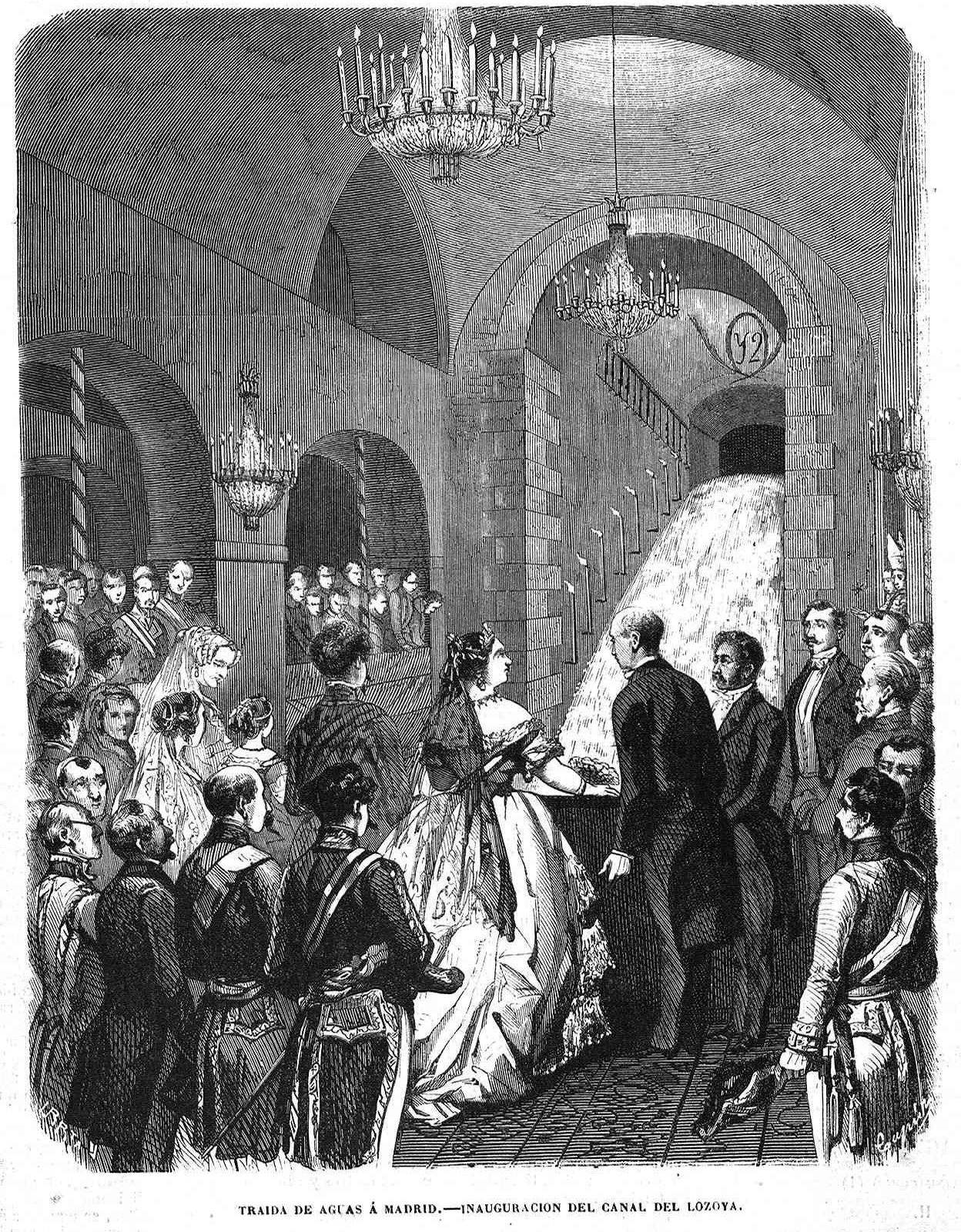
Изабелла на открытии водопровода, доставляющего воду в столицу.

Стремясь заручиться поддержкой населения Изабелла колесила по стране, участвуя в открытии портов и железнодорожных линий (первая была открыта между Мадридом и Аранхуэсом в 1851 году. Она была щедра на подарки при раздаче милостыни и не боялась смешиваться с толпой.

Карта железных дорог Испании, построенных в XIX веке.

В правление Изабеллы в Мадрид был проведён водопровод, доставлявший воду в столицу из реки Лосои; основаны Академия наук (1847) и Академия моральных и политических наук (1857); учреждён статистический комитет.
По распоряжению Изабеллы в Мадриде в 1850 году был построен Королевский театр.

### Внешняя политика
Желая подчеркнуть блеск испанской короны и напомнить жителям о славных временах Изабеллы I Католички, армия её преемницы активно участвовала в различных военных конфликтах:
В 1858—1862 во французской экспедиции в Кохинхину,
в 1859—1860 война с Марокко
в 1861—1862 в интервенции в Мексику
в 1861 году Испания захватила Доминиканскую Республику
в 1863—1866 в Первой тихоокеанской войне.
Но большинство войн, за исключением марокканской и отчасти доминиканской, заканчивались провалами.

### Кризис 1868 года
Военные неудачи совпали с экономическим кризисом. В 1864 году произошёл железнодорожный крах. Оказалось, что доходы от железнодорожной сети меньше расходов. Тяжёлое положение было в текстильной промышленности, рос государственный долг. Отставка в 1863 году О’Доннелла и распад Либерального союза давали Изабелле и её окружению надежду на возможное восстановление абсолютизма. Изабелла вновь попыталась не допустить либералов до власти.
Эпидемия холеры, поразившая в 1865 году Мадрид, и попытка арестовать профессора Кастеллара, поставившего под сомнение право Изабеллы распоряжаться королевским имуществом, привели к столкновениям в Мадриде в 1865 году. Оно было подавлено. В 1867 году умер О’Доннелл, а весной 1868 году — Нарваес: два столпа, которые фактически правили Испанией в течение многих лет, сменяя друг друга. При этом первый старался проводить либеральные реформы, а второй неизменно являлся после него, чтобы жёсткой рукой восстанавливать порядок. В то время как Изабелла была увлечена идеей защитить папу и неаполитанского короля, от «поползновений» сардинского короля, создавшего Италию. Высылка преемником Нарваеса генералов Либерального союза лишила королеву поддержки армии.
18 сентября 1868 года взбунтовалась эскадра адмирала Топето, стоявшая в Кадисе. За несколько дней революция охватила весь юг и перекинулась на столицу. В результате Славной революции королева, отдыхавшая на море в Сан-Себастьяне, была свергнута. Узнав о революции, Изабелла бежала во Францию, где была принята Наполеоном III и его женой.

## Изгнание

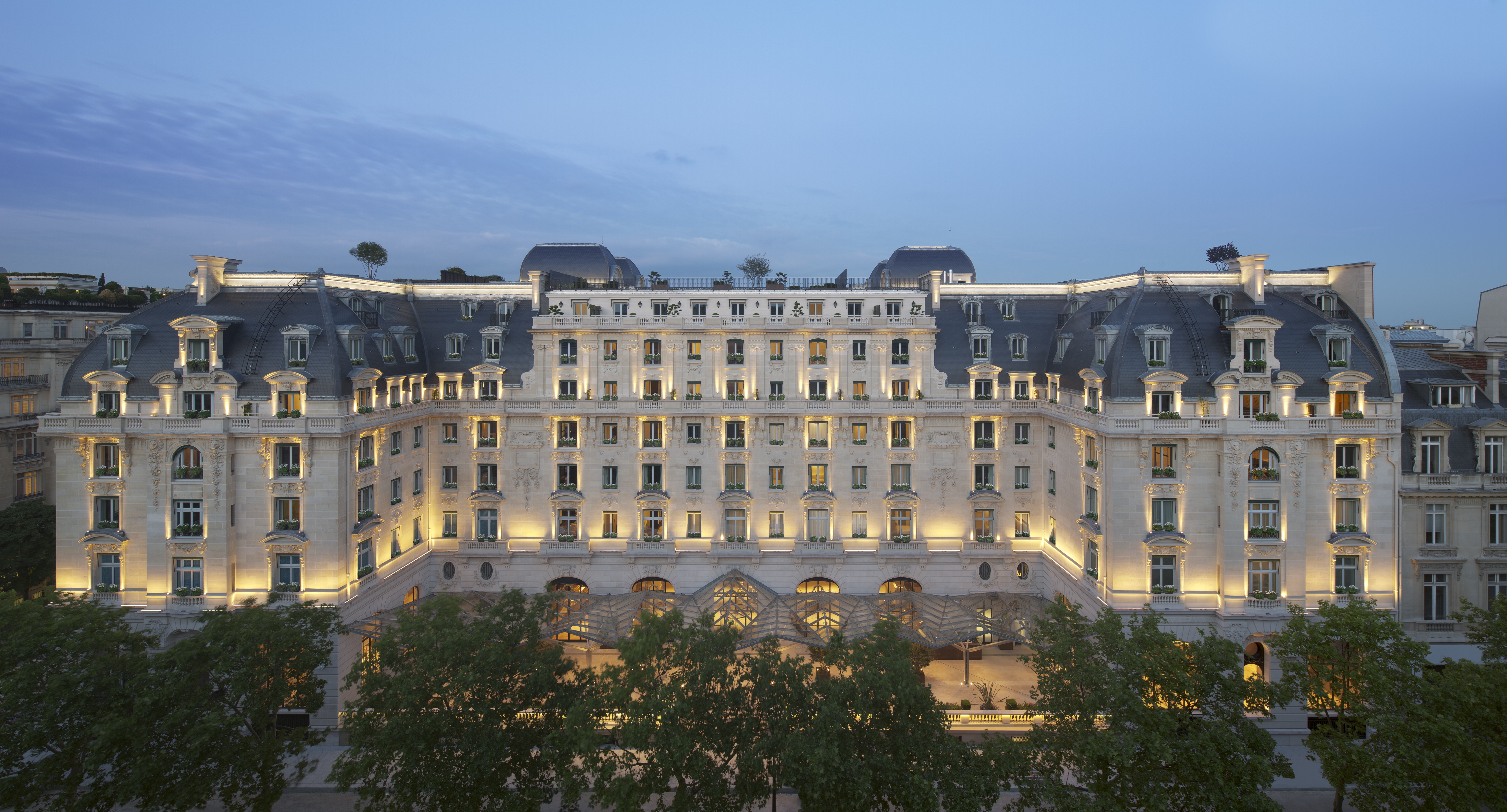
Бывший отель «Мажестик» на авеню Клебер, где с 1946 года располагалась штаб-квартира ЮНЕСКО

В изгнании Изабелла не испытывала финансовых проблем. Она вместе с детьми жила в парижском особняке на авеню Клебер, купленном у А. П. Базилевского и переименованном в Кастильский дворец, тогда как её муж поселился в замке в Эпине-сюр-Сен. В апреле 1870 года Изабелла смогла развестись с нелюбимым супругом.
Растерявшая поддержку даже среди испанских монархистов, Изабелла, скрепя сердце, 25 июня 1870 отреклась от титула в пользу своего 13-летнего сына. Но это не помогло ему обрести корону: благодаря популярности в либеральной среде итальянского короля Виктора Эммануила испанцы пригласили на вакантный престол его сына Амадея Фердинанда.
Лишь после свержения Амадея и новой гражданской войны сын Изабеллы был 29 декабря 1874 года провозглашён королём под именем Альфонса XII.
Изабелла во время правления сына и внука Альфонсо XIII продолжала жить в Париже, где и умерла 9 апреля 1904 года.

## Память об Изабелле
- В честь Изабеллы получила своё название бабочка Graellsia isabellae[33].
- Роман Георга Борна «Изабелла, или Тайны мадридского двора».